# Fianna Fáil
Fianna Fáil (en irlandès, soldats del destí), o també anomenat Partit Republicà, és el partit polític més important de la República d'Irlanda.
Fou fundat el 1926 per Éamonn de Valera. Els seus seguidors foren un nombrós grup de militants del Sinn Féin que s'oposaven totalment al Tractat Angloirlandès del 1921, en el qual es preveia la independència de pràcticament tota l'illa d'Irlanda, menys l'Ulster.
A les eleccions de 1932 assolí el poder, que ha mantingut de manera quasi ininterrompuda fins als nostres dies, un total de 61 anys des d'aquella data. Tots els seus dirigents han ocupat alguna vegada el càrrec de Taoiseach (Primer Ministre). Malgrat que diverses coalicions formades pel Fine Gael i pel Partit Laborista l'apartaren del govern, el Fianna Fáil pot presumir d'haver guanyat totes les eleccions generals des de 1932, essent sempre el grup més nombrós al Dáil Éireann.
Compta amb les joventuts del partit, Ógra Fianna Fáil, formada a mitjans dels 70 molt actives. Al Parlament Europeu ha format part del grup parlamentari Unió per l'Europa de les Nacions, amb l'Alleanza Nazionale italiana i el grup letó Pàtria i Llibertat, però des del 2004 és membre de l'Aliança dels Liberals i Demòcrates per Europa.
Charles Haughey es va veure obligat a dimitir l'11 de febrer de 1992 com a cap del Fianna Fáil i taoiseach en 1992 després que el líder dels Progressive Democrats (PD), Desmond O'Malley, va dir que la credibilitat de la Coalició formada per Fianna Fáil i PD després de les eleccions al Dáil Éireann de 1989 estava amenaçada, i l'alternativa era la convocatòria d'eleccions generals, sent substituït per Albert Reynolds.
El 15 de desembre de 1993 el primer ministre britànic John Major i Albert Reynolds van fer una declaració conjunta a l'oficina del primer ministre britànic al número 10 de Downing Street, coneguda com la Declaració de Downing Street en la que els dos mandataris manifestaven tant el dret del poble d'Irlanda a l'autodeterminació, com que Irlanda del Nord seria transferida a la República d'Irlanda des del Regne Unit només si la majoria de la seva població estava a favor d'aquest moviment. També incloïa, com a part de la prospectiva de l'anomenada "dimensió irlandesa", el principi de consentiment que el poble de l'illa d'Irlanda tenia el dret exclusiu de resoldre els problemes entre el Nord i el Sud per consentiment mutu, fent possible l'inici de negociacions per a la pacificació d'Irlanda del Nord.
Després de la greu crisi econòmica dels anys 2008-2011, el govern presidit per Brian Cowen va perdre el suport de la majoria parlamentària i es veié obligat a avançar les eleccions legislatives al 25 de febrer, després d'haver aplicat una sèrie de retallades en despesa social i reformes impopulars manades des de la Unió Europea i el Fons Monetari Internacional. Aquests fets van dur el partit a passar a ser la tercera força politica i que el seu gran contrincant, el Fine Gael, guanyés per primera vegada unes eleccions generals.
Els republicans de Sinn Féin van ser la força més votada a la República d'Irlanda en les eleccions al Dáil Éireann de 2020, encara que no van poder governar, i a les eleccions generals d'Irlanda del Nord de 2022 amb el 29% dels vots en primera opció i 27 diputats es convertiren en el partit més votat per primer cop en 101 anys. Micheál Martin del Fianna Fáil va ser nomenat Taoiseach amb un govern de coalició entre el Fine Gael, Fianna Fáil i el Partit Verd amb Leo Varadkar com a Tánaiste, intercanviant-se els papers el 2022.
A les eleccions al Dáil Éireann de 2024, Fianna Fáil es mantingués com el partit més votat, augmentant el seu nombre d'escons a 48, i el seu soci de govern Fine Gael va obtenir 38 escons, i entre els dos partits van obtenir 86 escons, a dos de la majoria absoluta. Micheál Martin de Fianna Fáil va repetir l'acord de taoiseach rotatiu de 2020 amb el Fine Gael. Martin romandrà en el seu nou paper durant tres anys, i Simon Harris del Fine Gael es farà càrrec el novembre de 2027.

## Resultats electorals

### Dáil Éireann
| Any       | Líder           | Vots    | %         | Escons   | ±  | Govern             |
| --------- | --------------- | ------- | --------- | -------- | -- | ------------------ |
| 1927 (I)  | Éamon de Valera | 299,486 | 26.2 (#2) | 44 / 153 | 44 | Oposició           |
| 1927 (II) | Éamon de Valera | 411,777 | 35.2 (#2) | 57 / 153 | 13 | Oposició           |
| 1932      | Éamon de Valera | 566,498 | 44.5 (#1) | 72 / 153 | 15 | Minoria            |
| 1933      | Éamon de Valera | 689,054 | 49.7 (#1) | 77 / 153 | 5  | Minoria            |
| 1937      | Éamon de Valera | 599,040 | 45.2 (#1) | 69 / 138 | 8  | Minoria            |
| 1938      | Éamon de Valera | 667,996 | 51.9 (#1) | 77 / 138 | 8  | Majoria            |
| 1943      | Éamon de Valera | 557,525 | 41.9 (#1) | 67 / 138 | 10 | Minoria            |
| 1944      | Éamon de Valera | 595,259 | 48.9 (#1) | 76 / 138 | 9  | Majoria            |
| 1948      | Éamon de Valera | 553,914 | 41.9 (#1) | 68 / 147 | 8  | Oposició           |
| 1951      | Éamon de Valera | 616,212 | 46.3 (#1) | 69 / 147 | 1  | Minoria            |
| 1954      | Éamon de Valera | 578,960 | 43.4 (#1) | 65 / 147 | 4  | Oposició           |
| 1957      | Éamon de Valera | 592,994 | 48.3 (#1) | 78 / 147 | 13 | Majoria            |
| 1961      | Seán Lemass     | 512,073 | 43.8 (#1) | 70 / 144 | 8  | Minoria            |
| 1965      | Seán Lemass     | 597,414 | 47.7 (#1) | 72 / 144 | 2  | Majoria            |
| 1969      | Jack Lynch      | 602,234 | 45.7 (#1) | 75 / 144 | 3  | Majoria            |
| 1973      | Jack Lynch      | 624,528 | 46.2 (#1) | 69 / 144 | 6  | Oposició           |
| 1977      | Jack Lynch      | 811,615 | 50.6 (#1) | 84 / 148 | 15 | Majoria            |
| 1981      | Charles Haughey | 777,616 | 45.3 (#1) | 78 / 166 | 6  | Oposició           |
| 1982 (I)  | Charles Haughey | 786,951 | 47.3 (#1) | 81 / 166 | 3  | Minoria            |
| 1982 (II) | Charles Haughey | 763,313 | 45.2 (#1) | 75 / 166 | 6  | Oposició           |
| 1987      | Charles Haughey | 784,547 | 44.1 (#1) | 81 / 166 | 6  | Minoria            |
| 1989      | Charles Haughey | 731,472 | 44.1 (#1) | 77 / 166 | 4  | Coalició           |
| 1992      | Albert Reynolds | 674,650 | 39.1 (#1) | 68 / 166 | 9  | Coalició (1992–94) |
| 1992      | Albert Reynolds | 674,650 | 39.1 (#1) | 68 / 166 | 9  | Oposició (1994–97) |
| 1997      | Bertie Ahern    | 703,682 | 39.3 (#1) | 77 / 166 | 9  | Coalició           |
| 2002      | Bertie Ahern    | 770,748 | 41.5 (#1) | 81 / 166 | 4  | Coalició           |
| 2007      | Bertie Ahern    | 858,565 | 41.6 (#1) | 77 / 166 | 4  | Coalició           |
| 2011      | Micheál Martin  | 387,358 | 17.5 (#3) | 20 / 166 | 57 | Oposició           |
| 2016      | Micheál Martin  | 519,356 | 24.3 (#2) | 44 / 158 | 23 | Suport extern      |
| 2020      | Micheál Martin  | 484,315 | 22.2 (#1) | 38 / 160 | 6  | Coalició           |
| 2024      | Micheál Martin  | 481,417 | 21.8 (#1) | 48 / 174 | 10 | Coalició           |

### Presidencials
| Any  | Candidat                                              | Vots                                                  | %                                                     | +/–                                                   | Resultat                                              |
| ---- | ----------------------------------------------------- | ----------------------------------------------------- | ----------------------------------------------------- | ----------------------------------------------------- | ----------------------------------------------------- |
| 1938 | Van donar suport a Douglas Hyde com independent       | Van donar suport a Douglas Hyde com independent       | Van donar suport a Douglas Hyde com independent       | Van donar suport a Douglas Hyde com independent       | Van donar suport a Douglas Hyde com independent       |
| 1945 | Seán T. O'Kelly                                       | 537,965                                               | 49.5%                                                 | —                                                     | Victòria                                              |
| 1952 | Van donar suport a Seán T. O'Kelly com independent    | Van donar suport a Seán T. O'Kelly com independent    | Van donar suport a Seán T. O'Kelly com independent    | Van donar suport a Seán T. O'Kelly com independent    | Van donar suport a Seán T. O'Kelly com independent    |
| 1959 | Éamon de Valera                                       | 538,003                                               | 56.3%                                                 | —                                                     | Victòria                                              |
| 1966 | Éamon de Valera                                       | 558,861                                               | 50.5%                                                 | 5.8                                                   | Victòria                                              |
| 1973 | Erskine H. Childers                                   | 635,867                                               | 52%                                                   | 1.5                                                   | Victòria                                              |
| 1974 | Cearbhall Ó Dálaigh                                   | Sense oposició                                        | N/A                                                   | N/A                                                   | Victòria                                              |
| 1976 | Patrick Hillery                                       | Sense oposició                                        | N/A                                                   | N/A                                                   | Victòria                                              |
| 1983 | Van donar suport a Patrick Hillery com independent    | Van donar suport a Patrick Hillery com independent    | Van donar suport a Patrick Hillery com independent    | Van donar suport a Patrick Hillery com independent    | Van donar suport a Patrick Hillery com independent    |
| 1990 | Brian Lenihan                                         | 694,484                                               | 44.1%                                                 | —                                                     | Derrota                                               |
| 1997 | Mary McAleese                                         | 574,424                                               | 45.2%                                                 | 1.1                                                   | Victòria                                              |
| 2004 | Van donar suport a Mary McAleese com independent      | Van donar suport a Mary McAleese com independent      | Van donar suport a Mary McAleese com independent      | Van donar suport a Mary McAleese com independent      | Van donar suport a Mary McAleese com independent      |
| 2018 | Van donar suport a Michael D. Higgins com independent | Van donar suport a Michael D. Higgins com independent | Van donar suport a Michael D. Higgins com independent | Van donar suport a Michael D. Higgins com independent | Van donar suport a Michael D. Higgins com independent |

### Parlament Europeu
| Any  | Líder           | Vots    | %          | Escons | +/− | Grup PE |
| ---- | --------------- | ------- | ---------- | ------ | --- | ------- |
| 1979 | Jack Lynch      | 464,451 | 34.68 (#1) | 5 / 15 | Nou | EPD     |
| 1984 | Charles Haughey | 438,946 | 39.18 (#1) | 8 / 15 | 3   | EDA     |
| 1989 | Charles Haughey | 514,537 | 31.51 (#1) | 6 / 15 | 2   | EDA     |
| 1994 | Albert Reynolds | 398,066 | 35.00 (#1) | 7 / 15 | 1   | UFE     |
| 1999 | Bertie Ahern    | 537,757 | 38.64 (#1) | 6 / 15 | 1   | UEN     |
| 2004 | Bertie Ahern    | 524,504 | 29.45 (#2) | 4 / 13 | 2   | UEN     |
| 2009 | Brian Cowen     | 440,562 | 24.08 (#2) | 3 / 12 | 1   | ALDE    |
| 2014 | Micheál Martin  | 369,545 | 22.31 (#1) | 1 / 11 | 2   | ALDE    |
| 2019 | Micheál Martin  | 277,705 | 16.55 (#2) | 2 / 13 | 1   | RE      |
| 2024 | Micheál Martin  | 356,794 | 20.44 (#2) | 4 / 14 | 2   | RE      |

## Líders i caps Fianna Fáil
- Éamonn de Valera (1926-1959)
- Seán Lemass (1959-1966)
- Jack Lynch (1966-1979)
- Charles Haughey (1979-1992)
- Albert Reynolds (1992-1994)
- Bertie Ahern (1994-2008)
- Brian Cowen (2008-2011)
- Micheál Martin (2011–present)

## Web
- Web oficial de Fianna Fáil